# Dactylocerca xanthosoma
Dactylocerca xanthosoma är en insektsart som beskrevs av Ross 2003. Dactylocerca xanthosoma ingår i släktet Dactylocerca och familjen Anisembiidae. Inga underarter finns listade i Catalogue of Life.